# Rius
Eduardo del Río (Zamora, 20 juni 1934 – Cuernavaca, 8 augustus 2017), beter bekend als Rius, was een Mexicaans illustrator en schrijver.

## Biografie
Rius is geboren in de staat Michoacán. Na de dood van zijn vader een jaar na zijn geboorte verhuisde zijn familie naar Mexico-Stad. Hij studeerde zeven jaar aan een seminarie, maar maakte zijn priesterstudie niet af en werd atheïst. Hij begon zijn carrière in 1954 bij het tijdschrift Ja-Já als tekenaar. Hij tekende de strips Los Supermachos en Los Agachados waarin hij de draak stak met de Mexicaanse politiek, maar begon later met het schrijven van boeken over politieke, historische en filosofische onderwerpen, maar nog steeds in stripvorm.
De boeken van Rius worden gekarakteriseerd door een simpele tekenstijl en een informele schrijfstijl, en brengen duidelijk zijn politieke opvattingen naar voren. Hij heeft meer dan honderd boeken op zijn naam staan. Een van zijn bekendste boeken is Cuba Para Principiantes (Cuba voor beginners), waarin hij de Cubaanse Revolutie verdedigt en het opneemt voor Fidel Castro. Dit boek is een van de meest gelezen boeken over de Cubaanse Revolutie. Later kwam Rius echter terug op zijn opvattingen over Cuba en schreef hij enkele boeken waarin hij fel uithaalde naar Castro's dictatuur. Andere onderwerpen waar Rius over heeft geschreven zijn het imperialisme in Historia del Tío Sam (geschiedenis van Uncle Sam) en La interminable conquista de México (de oneindigbare verovering van Mexico), de politiek van Mexico in Su majestad el PRI (zijne majesteit de PRI) en Los Panuchos, desde los cristeros hasta Fox (de Panisten van de cristero's tot Fox), religie in Manual del perfecto ateo (handleiding van de perfecte atheïst), het communisme in Marx para principantes (Marx voor beginners) en Lenin para principantes (Lenin voor beginners), het kapitalisme in Trukulenta historia del kapitalismo (gruwelijke geschiedenis van het capitalisme) en het fascisme in Hitler para masoquistas (Hitler voor masochisten).